# 李珥
李 珥（り・じ、イ・イ、1536年 - 1584年）は、李氏朝鮮の儒学者。号は栗谷（りっこく、ユㇽゴㇰ）、字は叔献（しゅくけん、スッコン）。本貫は徳水李氏。朱子学者として李滉（退渓）とならぶ二大儒と称される。李滉の主理説に対し主気説を展開した。朝鮮王朝に仕えていたが、政争や貧困が蔓延して国防が疎かになっている国内の様相を憂いていた事でも知られている。

## 略歴

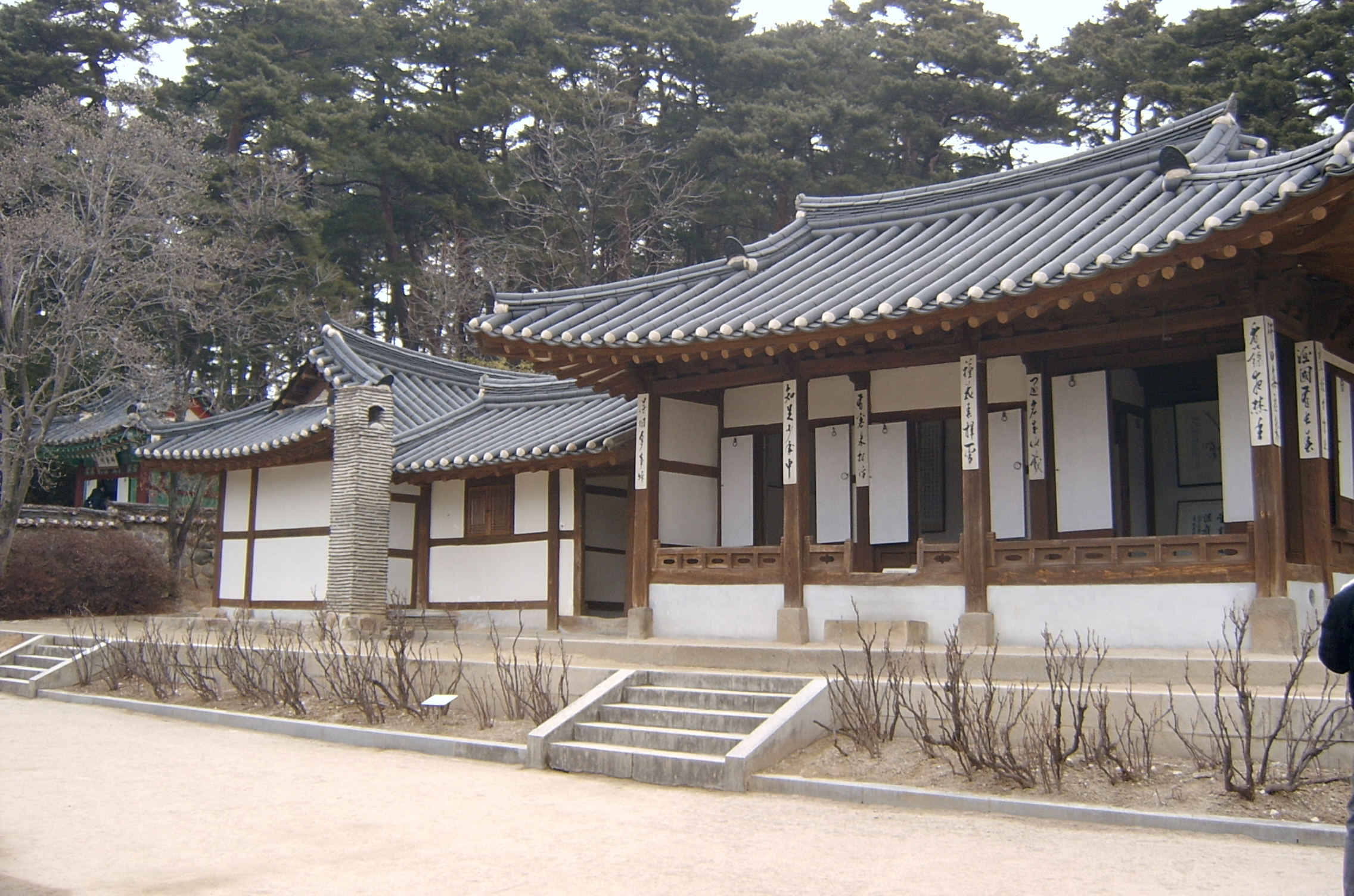
栗谷の生家・烏竹軒。師任堂の家でもある

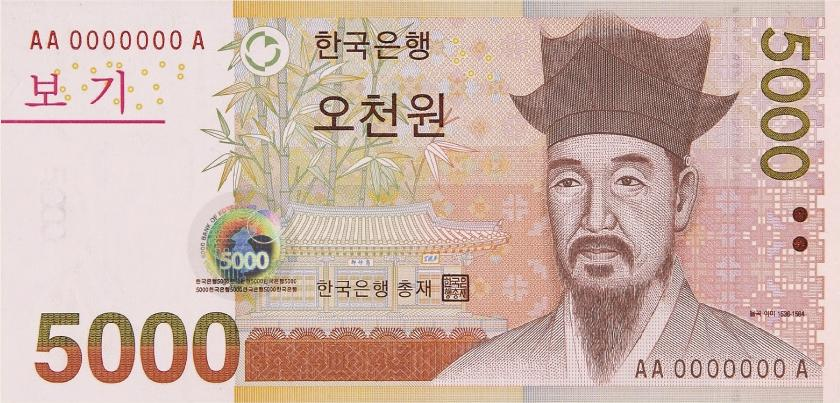
大韓民国5000ウォン紙幣。肖像画として李珥が描かれている。

李珥は李元秀と申師任堂の三男として江陵（江原道）に生まれた。字は叔献、号は栗谷である。
母の申師任堂は詩文や書画をよくし、良妻賢母として評価が高い。彼を産むとき、母親の夢に龍が現れる奇瑞があったと伝えられている。この母の手ほどきで教育を受けた李珥は1548年、わずか13歳で進士の初試に合格し世間を驚かせた。16歳の時に母と死別して虚無感にとらわれて、金剛山で禅を学んだ。母の喪に服した後は学術に専念し、数々の文士と交際を結んだ。九回受験した科挙で全て状元（一番の成績）だったため「九度壮元公」と称された。
貢納制の改革に意をそそぎ、黄海道海州では郷約や社蔵の実施に努力した。
官吏としては戸曹佐郎、礼曹佐郎、吏曹佐郎を歴任、1568年に明国に使者に立っている。その後も右副承旨、吏曹判書に就き、朱子学に関する著作をものする一方、現実社会における数々の事項に関心を持ち、それに即した政策提議を行っている。

## 思想と提言
朱子学者として、李滉と並び称される彼は決して儒学のみならず多種多様の学問を積み、従来の朱子学をさらに発展させた。理気論でも、必ずしも朱熹の説に依拠せず、理通気局説を唱えて合理的解釈を行った。理の気に対する優位は認めたが、理の動静は否定した。徐敬徳の気一元論や荘子の哲学の影響を受けていた。
李滉は理気二元論において、理と気は互いに独立して対立しており、どちらか片方が欠けると宇宙を構成できないとした。それに対し李珥は、理は無形無為の存在であり気は有形有為の存在として、理は気の主宰者ではあるが気は理が乗るだけであり、一元論でも二元論でもなく宇宙の構成は理と気がそれぞれ互いを包括しているという気を念頭に置いた主張を行った。「四端七情」と呼ばれる人の性に議論を置き換えてもそれは同じで、李滉は四端は理が発し気がそれに従い、七情は気が発し理がそれに乗るという理と気の相互の能動性を説いた。それに対し李珥は四端や七情がいずれも、気が発して理がそれに乗るという一つの形式であるという包括関係を説いた。
彼は儒学者ではあるがその学問を実際の社会である政治・経済・教育・国防などに対しても適用させ、様々な施策を提言した。中でも1583年に14代国王宣祖に対し、「十万養兵」を説いたことが知られる。「このところ国事は、国内においては紀綱が崩れていて百官が職務を遂行せず、民は窮乏して財物が払底していて、それにより兵力は弱くなっている。無事に時がたてば、ひょっとすると持ちこたえることもできるだろうが、万一戦争でも起きたら必ずや（朝鮮は）倒れ、もはや救済の策はないだろう」と朝鮮王朝の無能に対し苦言を呈した提議をしていた。この提議は朝鮮が国防を軽視している現状から、やがて来るべき北胡（女真族）や南倭（日本）の侵略に対する施策として常備兵の必要性を説いたものだが、民たちに負担がひどいという理由で顧みられることは無かった。
16世紀前半の朝鮮は士林派と勲旧派の政治闘争が激しく、ちょうど李珥が官吏となった直後、1567年の宣祖の即位から士林派が台頭する。しかし士林派の中で政策を巡って東人と西人の党争が表面化し、これらが朱子学の解釈の違いにまで党争の材料に使われてしまう。東人は李滉、西人は李珥の思想の流れを汲む派閥であった。李珥自身は党争を仲裁していたが、栗谷の死後やがて党争は激化し、内政や外交などの各面で深刻な影響を及ぼしたまま提議の11年後に豊臣秀吉の文禄・慶長の役を迎えることとなる。
1584年に逝去。大韓民国の5000ウォン紙幣の中で肖像画が描かれており、2006年に発行された新貨にはその裏に彼の母（申師任堂）が描いた“草虫図”が描かれている。（旧貨には彼の生家である烏竹軒。）
『箕子實記』を著し、中国殷王朝の政治家箕子が朝鮮半島を征服、箕子朝鮮を建国した過程、箕子の世系、暦年などを論証した。
紀元前2333年に即位したとされる檀君朝鮮の王である檀君について考証し、荒唐無稽とみなしている。すなわち、「檀君の首出文献稽うる無し」として、檀君を否定した。

## 著書
- 『聖学概要』
- 『東湖問答』
- 『撃蒙要訣』
- 『栗谷全書』[6]
- 『箕子實記』